# Білоглинка (Карабалицький район)
Білогли́нка (каз. Белоглин) — село у складі Карабалицького району Костанайської області Казахстану. Адміністративний центр Білоглинського сільського округу.
Населення — 655 осіб (2021; 710 у 2009, 943 у 1999, 1035 у 1989).